# Arienne Mandi
Arienne Mandi, född 8 april 1994 i Los Angeles, är en amerikansk skådespelare.
Arienne Mandi spelade en av huvudrollerna i TV-serien The L Word: Generation Q. I TV-serien The Night Agent spelade hon i den andra säsongen Noor Taheri, en av huvudpersonerna. I filmen Tatami spelade hon den iranska jodokan Leila Hosseini kring vilken filmen kretsar.

## Filmografi (i urval)
- 2019–2023 – The L Word: Generation Q (TV-serie)
- 2023 – Tatami
- 2025 – The Night Agent (TV-serie)